# Espinilho
Espinilho é um distrito do município brasileiro de Campos Novos, no interior do estado de Santa Catarina. Segundo o censo demográfico de 2022, realizado pelo Instituto Brasileiro de Geografia e Estatística (IBGE), sua população era de 441 habitantes e havia 120 domicílios particulares permanentes ocupados.
De acordo com o IBGE, em 2010 a população era de 278 habitantes e havia 117 domicílios particulares.
Foi criado pela lei municipal nº 61 de 20 de outubro de 1900, então com o nome de Faxinal, que mais tarde viria a se tornar Coração de Jesus do Faxinal. Pelo decreto-lei estadual nº 86 de 31 de março de 1938, passou a se chamar apenas Coração de Jesus. Foi renomeado para Espinilho pelo decreto-lei estadual nº 941 de 31 de dezembro de 1943.